# Nimigea (gmina)
Nimigea – gmina w Rumunii, w okręgu Bistrița-Năsăud. Obejmuje miejscowości Florești, Mintiu, 
Mititei, Mocod, Mogoșeni, Nimigea de Jos, Nimigea de Sus i Tăure. W 2011 roku liczyła 5075 mieszkańców.